# Yandang Shan
Planina Yandang (kineski: 雁荡山; pinyin: Yàndàng Shān; doslovno: „Planina jezera divlje guske”) je gorje/planina velikog povijesnog i kulturnog značaja za Kineze. Gorje pokriva većinu prefekture Wenzhou u prefekturi Zhejiang, do Wenlinga u prefekturi Taizhou, u pokrajini Henan (Kina) i jedna je od „Pet svetih planina”. Gorje dijeli rijeka Oujiang na Sjeverni i Južni Yandang. U užem smislu, Sjeverni Yandang se zove Planinom Yandang jer se nalazi oko drevne kaldere pored istoimenog naselja (雁荡镇, Yàndàng Zhèn). Tu se nalazi i najviši vrh, Baigangjian (百岗尖, Bǎigǎng Jiān, tj. „Mjesto stotinu vrhova”) visine 1.150 m. Na njegovom vrhu se nalazi radarska postaja koja je zatvorena za javnost.
Gorje Yandang je nastalo vulkanskom aktivnošću u razdoblju krede prije oko 100-120 milijuna godina. Yandang kaldera ima promjer od 13 km² od čega je sjeveroistočni dio uglavnom uništen kasnijim lokalnim klizištima magmatskih stijena.
Planina Yandang je 2004. god. pretvorena u nacionalni geopark od 450 km² u kojemu se nalazi i Nacionalni park šuma Yandang od 841 hektara.
Ovo područje je znamenito po strmim liticama, vrhovima, obroncima sa šumama i lugovima bambusa, slapovima i špiljama, ali i brojnim svetištima i hramovima od kojih mnogi imaju dugu povijest. Nažalost, većina je uništena u Kulturnoj revoluciji, ali su mnogi i obnovljeni. Takav je i hram Guanyin, budistički hram u blizini slikovitog vrha Lingfenga koji je izgrađen 265. god. Hram je smješten između dvije litice (poznate kao „Vrhovi sklopljenih dlanova”) koje su naslonjene jedna na drugu tvoreći 100 m visoku špilju Guanyin. Hram sa svojih 9 katova prati ovu prirodnu špilju, a na najvišem katu je svetište.

## Galerija
- Stijene Yandang Shana
- Vrhovi Lingfenga s hramom Guanyinom unutar špilje
- Stube na stijene
- Slap velikog zmajskog jezera
- Lingyan stijena
- Središnji Yandang
- Hram na litici
- Prijevoj Xiansheng

## Vanjske poveznice
|  | Zajednički poslužitelj ima još gradiva o temi Yandang Shan |